# Cornucopina
Cornucopina är ett släkte av mossdjur. Cornucopina ingår i familjen Bugulidae.
Släktet Cornucopina indelas i:
- Cornucopina angulata
- Cornucopina antillea
- Cornucopina antlera
- Cornucopina bella
- Cornucopina bryonyae
- Cornucopina buguloides
- Cornucopina collatata
- Cornucopina conica
- Cornucopina dubitata
- Cornucopina elongata
- Cornucopina flexuosa
- Cornucopina geniculata
- Cornucopina gracilis
- Cornucopina gracillima
- Cornucopina grandis
- Cornucopina infundibulata
- Cornucopina lata
- Cornucopina moluccensis
- Cornucopina navicularis
- Cornucopina novissima
- Cornucopina nupera
- Cornucopina ovalis
- Cornucopina palmata
- Cornucopina pectogemma
- Cornucopina polymorpha
- Cornucopina producta
- Cornucopina rotundata
- Cornucopina salutans
- Cornucopina tuba
- Cornucopina zelandica